# Svartsjön (Törnsfalls socken, Småland)
Svartsjön är en sjö i Västerviks kommun i Småland och ingår i Storån-Botorpsströmmens kustområde.